# Lakhnadon
Lakhnadon là một thị xã và là một nagar panchayat của quận Seoni thuộc bang Madhya Pradesh, Ấn Độ.

## Địa lý
Lakhnadon có vị trí 22°36′B 79°36′Đ / 22,6°B 79,6°Đ Nó có độ cao trung bình là 607 mét (1991 feet).

## Nhân khẩu
Theo điều tra dân số năm 2001 của Ấn Độ, Lakhnadon có dân số 14.343 người. Phái nam chiếm 52% tổng số dân và phái nữ chiếm 48%. Lakhnadon có tỷ lệ 71% biết đọc biết viết, cao hơn tỷ lệ trung bình toàn quốc là 59,5%: tỷ lệ cho phái nam là 77%, và tỷ lệ cho phái nữ là 64%. Tại Lakhnadon, 14% dân số nhỏ hơn 6 tuổi.